# Леонтьев, Лев Оскарович
Лев Оскарович Леонтьев (21 октября 1939 — 8 сентября 2012, Санкт-Петербург, Российская Федерация) — советский и российский тренер по волейболу, заслуженный тренер СССР.

## Биография
Окончил Ленинградский техникум физической культуры и Государственный ордена Ленина институт физической культуры имени П. Ф. Лесгафта.
Посвятил тренерской работе 52 года. Работал с юношескими сборными Ленинграда (высшее достижение — золотые медали чемпионата СССР). Возглавлял и тренировал команды мастеров класса «А»: «Спартак» (Ленинград), «Искра» (Ворошиловград), «Тулица» (Тула), а также сборную Ленинграда (женщины). Работал по контрактам в Польше и Италии, тренируя женские и мужские команды. В течение восьми лет входил в десятку лучших тренеров Ленинграда. Под руководством Л. О. Леонтьева выросла в игрока экстра-класса олимпийская чемпионка Людмила Борозна. Среди других воспитанников тренера: Галина Леонтьева, Вячеслав Зайцев, Александр Ермилов, Юрий Чередник, Олег Шатунов.
Автор многочисленных методических разработокпо волейболу, основными из которых являются: «Теоретико-игровая модель доигровок в волейболе и пути её совершенствования», «Большой эффект в малом зале» и пр.
В последние годы готовил юных волейболистов в СДЮСШОР № 1 Московского района Санкт-Петербурга.
Похоронен на Новодевичьем кладбище Санкт-Петербурга.